# Jacques-Pierre de Taffanel de La Jonquière
Pour les articles homonymes, voir Taffanel et Jonquière (homonymie).
Jacques-Pierre de Taffanel de la Jonquière, né le 18 avril 1685 au château de Lasgraisses et mort le 17 mars 1752 à Québec, est un officier de marine français, lieutenant-général et gouverneur de la Nouvelle-France de 1749 à 1752.

## Biographie

### Origines familiales
Jacques-Pierre de Taffanel de La Jonquière est issu d'une famille de notaires de Lasgraisses qui s'installe à Graulhet où Pierre de Taffanel est consul. Par jugement du 30 novembre 1699 de l'intendant du Languedoc Nicolas de Lamoignon de Basville, Jean Taffanel de la Jonquière est condamné à une amende de 3.000 livres. Outre la métairie de la Jonquière près de Graulhet, la famille aura aussi des fiefs dans l'Albigeois.
Jacques-Pierre de Taffanel de La Jonquière est un grand-cousin par son arrière-grand-mère du célèbre navigateur La Pérouse. Il obtiendra confirmation de noblesse en 1749.
À cette famille appartient également Clément de Taffanel de La Jonquière (1706-1795), lieutenant général des armées navales en 1780.

### Carrière militaire
Il a une brillante carrière maritime.
Il navigue du Spitzberg au Chili, de la Louisiane au Brésil, et plus particulièrement autour de la Nouvelle-France. Devenu chef d'escadre, il est gouverneur de la Nouvelle-France de 1749 à 1752, date où il meurt à Québec.

### Gouverneur général de Nouvelle-France
En 1746, La Jonquière a déjà servi 49 ans dans la marine française. Il a fait ses premières armes sous Louis XIV. Il s'y est révélé bon marin. En 1744 la guerre reprend avec l'Angleterre (guerre de Succession d'Autriche). Il participe en 1746 à l'expédition du duc d'Anville et ramène les survivants, victimes des tempêtes et des épidémies. En 1747, il est nommé gouverneur du Canada et prend la tête d'une force navale de six vaisseaux et 40 bâtiments de transport pour faire la reconquête de Louisbourg. Il est cependant capturé au large des côtes espagnoles lors de la bataille du cap Ortégal. Sur le Sérieux, qu'il commande, il est grièvement blessé et ne se rend qu'après un combat acharné. Il arrive finalement à Québec en 1749, après la conclusion du traité de paix et y remplace La Galisonnière.
C'est un gouverneur actif dans la défense de la colonie française. En 1750, poursuivant la politique établie par son prédécesseur, il fait édifier le fort Rouillé, à l'emplacement actuel de la ville de Toronto et le baptise du nom d'Antoine Louis Rouillé, ministre de la Marine.
Il est mêlé à certaines spéculations de l'intendant François Bigot,.
Pour récompenser ses services, Louis XV le fait marquis[réf. nécessaire] et grand-croix de Saint-Louis, avec règlement d'armoiries : D'azur, au rocher d'argent mouvant de la pointe, surmonté d'un annelet du même ; au chef aussi d'argent, chargé d'un croissant entre deux étoiles, les trois de gueules.

## Hommages
- Le fort La Jonquière en Nouvelle-France a été nommé en son honneur.
- Plusieurs lieux du Québec portent le nom de Jonquière ou La Jonquière.
  - Jonquière, ville de 60 000 habitants, maintenant un des arrondissements de la ville de Saguenay, a été nommée en hommage à Jacques-Pierre de Taffanel ; déjà, en 1850, le canton s'appelait ainsi.
    - Un club sportif de cet arrondissement, « Les Marquis », rappelle aussi son souvenir.
- En France.
  - L'impasse de La Jonquière et la rue de La Jonquière, dans le 17e arrondissement de Paris, portent son nom.
  - La rue Marquis de la Jonquière[8] rappelle son souvenir à Albi.

### Sources et bibliographie
- Camille de Taffanel, marquis de La Jonquière, Le chef d'escadre Marquis de La Jonquière, gouverneur général de la Nouvelle-France et du Canada de 1749 à 1752, Paris, Garnier Frères, 1896 (lire en ligne)
- Étienne Taillemite, Dictionnaire des marins français, Paris, éditions Tallandier, 2002, 573 p. (ISBN 2-84734-008-4), p. 162
- Michel Vergé-Franceschi, La Marine française au XVIIIe siècle : guerres, administration, exploration, Paris, SEDES, coll. « Regards sur l'histoire », 1996, 451 p. (ISBN 2-7181-9503-7)
- Michel Vergé-Franceschi (dir.), Dictionnaire d'histoire maritime, Paris, éditions Robert Laffont, coll. « Bouquins », 2002, 1508 p. (ISBN 2-221-08751-8 et 2-221-09744-0, BNF 38825325)
- Bernard Pothier, Course à l'Accadie : journal de campagne de François Du Pont Duvivier en 1744, Moncton, Éditions d'Acadie, 1982, 195 p. (lire en ligne)
- Georges Lacour-Gayet, La marine militaire de la France sous le règne de Louis XV, H. Champion, 1910, 581 p. (lire en ligne)
- Prosper Levot et Onésime =Troude, Batailles navales de la France, t. 1, Challamel l'Ainé, 1867 (lire en ligne), p. 311-315